# Depok (Panjatan)
Depok is een bestuurslaag in het regentschap Kulon Progo van de provincie Jogjakarta, Indonesië. Depok telt 2819 inwoners (volkstelling 2010).